# Moraine Valley
Das Moraine Valley (englisch für Moränental) ist ein 1,2 km langes und mit Moränengeröll angefülltes Tal auf der Ostseite von Signy Island im Archipel der Südlichen Orkneyinseln. Nach Norden öffnet es sich zu den Elephant Flats. In den antarktischen Sommermonaten wird es von einem Schmelzwasserfluss von den Eishängen am südlichen Ende des Tals durchflossen.
Der Falkland Islands Dependencies Survey kartierte es 1947 und benannte es deskriptiv.